# Balança-rabo-de-chapéu-preto
O balança-rabo-de-chapéu-preto (Polioptila plumbea) é uma pequena ave insetívora, espécie residente ao longo de uma grande parte do Neotrópico. Há significativas variações geográficas de vocalização e plumagem, resultando em algumas populações serem algumas vezes consideradas espécies separadas, em particular o grupo bilineata e o táxon maior.
Também é conhecido popularmente pelos nomes de caga-sebo, gatinha, miador, sibite, tíu e chirito.

## Etimologia
Polios vem do grego = cinza; e ptilon = plumagem; e do latim plumbum, plumbeus, plumbea = chumbo, cor de chumbo, da cor do chumbo: (Pássaro) com plumagem cinza cor de chumbo
Seus nomes populares variam bastante dependendo da localização. Em geral referem-se à vocalização ou características físicas e hábitos do balança-rabo-de-chapéu-preto.
| Nome                         | Origem                                                                                | Local                                        |
| ---------------------------- | ------------------------------------------------------------------------------------- | -------------------------------------------- |
| Balança-rabo-de-chapéu-preto | Por causa do comportamento agitado de balançar o rabo e pela plumagem preta na cabeça | Todo o Brasil                                |
| Caga-sebo                    | Por causa do comportamento de estar frequentemente defecando                          | Bahia                                        |
| Gatinha                      | Pelo seu chamado lembrar um miado de um gato                                          | Ceará e Piauí                                |
| Miador                       | Pelo seu chamado lembrar um miado de um gato                                          | Minas Gerais e Norte do Brasil               |
| Sibite                       | Palavra que vêm do termo "sibilar", que significa "assobio longo e agudo"             | Nordeste do Brasil                           |
| Tíu                          | Pelo seu chamado parecer pronúnciar tal sílaba                                        | Rio Grande do Norte e Paraíba.               |
| Chirito                      | Palavra de origem espanhola que significa "pedaço de pano pequeno" ou "trapos"        | Locais que fazem dívisa com países espanhois |

## Taxonomia
O balança-rabo-de-chapéu-preto foi descrito pelo naturalista alemão Johann Friedrich Gmelin em 1788 com o nome binomial Todus plumbeus. Ele especificou a localidade-tipo como Suriname. Atualmente, essa espécie é colocada no gênero Polioptila, que foi introduzido pelo zoólogo inglês Philip Sclater em 1855.

## Descrição
O balança-rabo-de-chapéu-preto mede 10-12 cm de comprimento, e pesa 6-8 g. Sua aparência geral é similar à de outros indivíduos de seu gênero; uma ave pequena com um bico fino relativamente longo, uma cauda longa frequentemente balançada, plumagem cinza por cima e branca por baixo. As retrizes centrais são pretas enquanto as exteriores são brancas (assim, a cauda parece preta por cima e branca por baixo), e há uma mancha branca na asa (causada pelas amplas bordas brancas nas tetrizes). Os machos da subespécie nominal têm um chapéu preto que vai até debaixo dos olhos, que não existe nas fêmeas, que, em vez disso, tem um chapéu cinza (da mesma cor que as costas). Algumas fêmeas têm uma mancha pós-ocular preta irregular. Isso é especialmente proeminente nas fêmeas da subespécie atricapilla, que ocorre no Nordeste do Brasil.
Machos do grupo bilineata são semelhantes aos da subespécie nominal, mas o branco da barriga se estende acima do olho, resultando em um chapéu preto menor, que, no entanto, frequentemente está conectado com uma linha preta fina da nuca até a parte de trás do olho. As fêmeas são similares aos machos, mas com o preto do chapéu trocado por cinza, exceto por uma irregular mancha branca na região pós-ocular (em falta em algumas fêmeas). Como o branco se estende acima dos olhos nos machos e nas fêmeas, eles parecem ter a sobrancelha branca (ao contrário do grupo nominal), resultando no nome popular em inglês (white-browed gnatcatcher) proposto para esse grupo e considerado uma espécie separada.
O grupo maior, que contém um único táxon, é distinto. Os machos assemelham-se aos machos da subespécie nominal, mas, exceto pela testa branca, as fêmeas são semelhantes aos machos do grupo bilineata. Em todos os grupos, os juvenis são semelhantes às fêmeas.

## Distribuição e ecologia
O grupo nominal ocorre no nordeste do Brasil (região da Caatinga), para o oeste através da Bacia Amazônica, para o norte até as Guianas, norte da Venezuela e da Colômbia (incluindo os vales dos rios Magdalena e Cauca). O  grupo bilineata ocorre desde o noroeste do Peru, através de Chocó e da América Central, até o sul do México. O grupo maior é restrito ao vale do rio Marañón no norte do Peru.
Os grupos nominal e bilineata têm ampla distribuição em habitats arborizados, indo desde as florestas áridas e arbustos da Caatinga até a floresta úmida (como os vários tipos de floresta úmida na Amazônia). São encontrados principalmente abaixo de 1000 m de altitude, mas o táxon maior, que é restrito a bosques secos e arbustos, é encontrado em altitudes de 200-2700 m.
Na floresta densa úmida, é encontrado tipicamente no alto da copa das árvores, mas é frequentemente visto em níveis mais baixos. O balança-rabo-de-chapéu-preto caça aranhas e seus ovos, besouros, lagartas e outros insetos na folhagem. Movimentando-se sozinhos ou em pares, frequentemente se junta a bandos mistos com saíras e mariquitas.
O ninho é pequeno e tem o formato de xícara como os de beija-flores, construídos a partir de fibras vegetais em 2-8,5 m de altura em um galho de árvore. A fêmea põe dois ou três ovos brancos com manchas marrons em maio e junho.
Esta é uma ave curiosa e sem medo dos humanos; este comportamento o torna vulnerável a predadores, no entanto. Mesmo mamíferos onívoros tão pequenos quanto o sagui-de-tufos-brancos (Callithrix jacchus) saqueiam avidamente ninhos de balança-rabo-de-chapéu-preto na vegetação rasteira - talvez com mais frequência durante a estação seca quando os frutos são escassos - apesar das tentativas dos pássaros de defender a sua prole.

## Conservação
Em geral, essa espécie é comum e difundida em sua área de distribuição. Consequentemente, é considerada pouco preocupante pela BirdLife International e pela IUCN. Na Amazônia. A espécie é associada principalmente a habitats relativamente abertos, como as várzeas, resultando em ele ser bastante local. Pode ser beneficiado pela abertura das florestas pelo desmatamento, desde que algumas árvores permaneçam. O grupo maior permanece comum, mas é restrito a uma pequena área com grande destruição de habitat. Três outros táxons com distribuições altamente restritas podem estar amaeaçados, sendo estes anteocularis do Vale Magdalena (Colômbia), daguae do Vale Cauca (Colômbia), e cinericia da Ilha Coiba (Panamá).

## Subespécies
Possui no total onze subespécies reconhecidas, e uma provável décima segunda subespécie "P. p maior", reconhecida por alguns estudiosos.
• Polioptila plumbea plumbea (Gmelin, 1788) - ocorre nas Guianas e no leste da Amazônia brasileira, na região do Rio Tapajós.
• Polioptila plumbea atricapilla (Swainson, 1831): - ocorre no nordeste do Brasil até o norte de Minas Gerais
• Polioptila plumbea innotata (Hellmayr, 1901) - ocorre do extremo leste da Colômbia até o sul da Venezuela e no extremo norte do Brasil
• Polioptila plumbea parvirostris (Sharpe, 1885) - ocorre da região tropical do leste do Peru, no alto Rio Amazonas, Rio Huallaga e Rio Marañón até o noroeste do Brasil
• Polioptila plumbea brodkorbi (Parkes, 1979) – ocorre desde as planícies do sul do México até a região central da Guatemala, Belize e norte da Costa Rica.
• Polioptila plumbea superciliaris (Lawrence, 1861) – ocorre desde as planícies do norte da Costa Rica até o sul do Panamá e pssívelmente no norte da Colômbia.
• Polioptila plumbea cinericia (Wetmore, 1957) – ocorre na ilha de Coiba, na costa sul do Panamá.
• Polioptila plumbea bilineata (Bonaparte, 1850) – ocorre na região costeira do oceano Pacífico do noroeste da Colômbia até o noroeste do Peru, sempre a oeste da cordilheira dos Andes.
• Polioptila plumbea daguae (Chapman, 1915) – ocorre no alto vale do Rio Cauca no sul da Colômbia.
• Polioptila plumbea anteocularis (Hellmayr, 1900) – ocorre no alto vale do Rio Magdalena no sul da Colômbia.
• Polioptila plumbea plumbiceps (Lawrence, 1864) – ocorre no nordeste e leste da Colômbia e na Venezuela, incluindo a ilha Margarita.